# Kazuo Koike
Pour les articles homonymes, voir Kazuo et Koike.
小池 一夫
Œuvres principales
Première œuvre : 
Autres ouvrages :
- Crying Freeman
- Kajô, la corde fleurie
- Lady Snowblood
- Lone Wolf and Cub
- Oscar

Kazuo Koike (小池 一夫, Koike Kazuo, né le 8 mai 1936 à Daisen dans la préfecture d'Akita et mort le 17 avril 2019) est un scénariste de mangas et de gekiga japonais. 
Il a notamment travaillé avec les dessinateurs Ryōichi Ikegami (Crying Freeman), Kazuo Kamimura (Lady Snowblood), Gōseki Kojima (Lone Wolf and Cub) et Hideki Mori (Kajô, la corde fleurie).
Il a formé via son école Gekigasonjuku de nombreux dessinateurs et scénaristes de mangas et de jeux vidéo, parmi lesquels Tetsuo Hara, Yūji Horii, Keisuke Itagaki, Kazuya Kudō, Yoshio Sawai, Rumiko Takahashi ou encore Akio Tanaka.

## Biographie
Kazuo Koike naît le 8 mai 1936 dans la ville d'Ōmagari, aujourd'hui Daisen, dans la préfecture d'Akita. À sa sortie du lycée Ritsu Akita de la préfecture d'Akita (秋田県立秋田高等学校, Akita-ken Ritsu Akita kōtō gakkō) en 1955, il entre à la faculté de droit de l'Université Chūō, de laquelle il est diplômé en 1959. Alors qu'il renonce à devenir écrivain, il échoue trois fois au concours d'avocat, et s'essaie par la suite à divers métiers.
En 1968, à la suite de la lecture d'une annonce parue dans le Shōnen magazine, il envoie le manuscrit Kareha no shinshiroku (枯れ葉の紳士録, « Le Registre des feuilles mortes ») à Takao Saitō. Il est embauché, et participera à la création de Muyōnosuke (無用之介) et Golgo 13 (ゴルゴ13).
Il prend son indépendance en 1970, et développe avec Seisaku Kanō (叶 精作), Satomi Kōe (神江 里見) et Yū Koyama (en) (小山 ゆう) le Studio ship (スタジオシップ, Sutajio shippu), qui deviendra en 1995 Koike shoin (小池書院, « Studio Koike »). La production du studio sera importante dans les années 1970, souvent teintée de sexe et de violence, avec notamment Kozure ōkami (子連れ狼, Lone Wolf and Cub, dessins de Gōseki Kojima) et Shurayuki hime (修羅雪姫, Lady Snowblood, dessins de Kazuo Kamimura).
En 1977, il ouvre une école de jeunes créateurs de mangas, Gekigasonjuku (劇画村塾, littéralement « cours privés du village gekiga »), où sont notamment passés Keisuke Itagaki, Tetsuo Hara, Yūji Horii, Hideyuki Kikuchi (en), Kazuya Kudō, Caribu Marley, Aoi Nanase, Akira Sakuma (en), Yoshio Sawai, Rumiko Takahashi, Hiroshi Takashige (en), Akio Tanaka, Takayuki Yamaguchi et Naoki Yamamoto. Il change petit à petit de style dans les années 1980, et se met à écrire des nouvelles. Par la suite, il écrira également des poèmes, et de nombreux scénarios pour le cinéma, le théâtre et la télévision. En 1993, Koike lui-même a produit un film Lone Wolf and Cub Kozure Ōkami: Sono chiisaki te ni.
À partir de 2000, il donne des cours à l'université des arts d'Osaka où il devient directeur d'étude avec une équipe de six professeurs : Ryōichi Ikegami, Tōru Iwatani, Machiko Satonaka, Baron Yoshimoto (ja), Toshimichi Ōtsuki (ja) et Yūichi Itō (ja).
Le 17 avril 2019, il décède d'une pneumonie à l'âge de 82 ans.

## Publications (sélection)
En tant que scénariste de mangas :
- Gōseki Kojima, Kozure ōkami (子連れ狼?), 1970-1976 (Lone Wolf and Cub, Panini Comics 2003-2010)
- Tadashi Matsumori (ja), Mokuyōbi no Rika (木曜日のリカ?), 1971-1972
- Yoshitani (ja), Kōkōsei burai hikae (高校生無頼控?), 1971-1973
- Ken Tsukigake (ja), Sōrujā (葬流者?), 1972-1974
- Gōseki Kojima, Kubikiri Asa (首斬り朝?), 1972-1976
- Keiji Yoshitani, Burei boy (無礼男子, Burei danshi?), 1973
- Kazuo Kamimura, Shurayuki hime (修羅雪姫?), 1973 (Lady Snowblood, Kana 2007-2008)
- Ryōichi Ikegami, Aiueo boy (Ｉ・餓男, Aiueobōi?), 1973-1977
- Jin Hirano (ja), Seishun no shippo (青春の尻尾?), 1975-1978
- Jin Hirano, Shōnen no machi ZF (少年の町ZF?), 1976-1979
- Seisaku Kanō (ja), Jikken ningyō Dummy Oscar (実験人形ダミー・オスカー?), 1977 (Oscar dans le magazine Mutants 1985-1986)
- Satomi Kōe (ja), Seishun chimposium (青春チンポジュウム, Seishun chinpojuumu?), 1977-1980
- Jin Hirano, Sahara (サハラ?), 1978-1979
- Hiromi Yamasaki (ja), Seishun Dōbutsuen Zoo (青春動物園 ズウ?), 1978-1981
- Gōseki Kojima, Hanzō no Mon (半蔵の門?), 1978-1984
- Satomi Kōe, Nijitte monogatari (弐十手物語?), 1978-2003
- Gō Nagai, Hanappe Bazooka (花平バズーカ, Hanappe Bazūka?), 1979-1982
- Seisaku Kanō, Mamonogatari Itoshi no Betty (魔物語 愛しのベティ?), 1980-1985
- Gōseki Kojima, Kawaite sōrō (乾いて候?), 1981-1982
- Hiromi Yamasaki, Love Z (ラブZ?), 1982-1984
- Ryōichi Ikegami, Kizuoi-bito (傷追い人?), 1982-1986
- Hiromi Yamasaki, Nostradamus ai densetsu (ノストラダムス愛伝説?), 1983-1985
- Tadashi Matsumori, Kaito Yūjirō den - Kenshin (海渡勇次郎伝 拳神?), 1983-1987
- Noriyoshi Inoue (ja), Duet (デュエット, Dyuetto?), 1984
- Seisaku Kanō, Kinzō no agatte nanbo !! (キンゾーの上がってなンボ!!?), 1984-1986
- Noriyoshi Inoue, Mad Bull 34 (マッド★ブル34, Maddo Buru 34?), 1985-1991
- Ryōichi Ikegami, Crying Freeman (クライングフリーマン, Kuraingu Furīman?), 1986-1988 (Crying Freeman, Glénat 1995 puis Kabuto 2005)
- Satomi Kōe, Koshitantan (虎視眈々?), 1986-1988
- Ryōichi Ikegami, Offered, 1990-1991
- Seisaku Kanō, Auction house (オークション・ハウス?), 1990-2003
- Noriyoshi Inoue, Renkan Nihon Shoki (連環日本書紀?), 1992
- Tadashi Matsumori, Katakoi sabarō (片恋さぶろう?), 1992-1993
- Jin Hirano, Tobashite nanbo mō ga charge (飛ばしてなんボ 猛がチャージ, Tobashite nanbo mō ga chāji?), 1998-2000
- Noriyoshi Inoue, Mad Bull 2000 (マッド・ブル2000, Maddo Buru 2000?), 1999
- Noriyoshi Inoue, Hoshi no fune (星の艦?), 2002
- Hideki Mori, Shin-Kozure ōkami (新・子連れ狼?), 2003-2006
- Hideki Mori, Kajō (花縄?), 2003-2008 (Kajô, la corde fleurie, Delcourt 2006-2010)
- Natsuki Sumeragi, Yume Genji tsurugi no saimon (夢源氏剣祭文?), 2007
- Ryōichi Ikegami, Shurayuki hime - gaiden (修羅雪姫・外伝?), 2009.

## Récompenses
- 1981 : prix Shōgakukan spécial pour Mamonogatari (avec Seisaku Kanō)
- 2001 :  prix Eisner de la meilleure édition américaine d'une œuvre internationale pour Lone Wolf and Cub (avec Gōseki Kojima)
- 2001 :  prix Harvey de la meilleure édition américaine d'une œuvre étrangère pour Lone Wolf and Cub (avec Gōseki Kojima)
- 2002 :  prix Harvey de la meilleure présentation de matériel étranger et du meilleur album reprenant des travaux auparavant publiés pour Lone Wolf and Cub no 4 (avec Gōseki Kojima)
- 2003 :  prix Harvey de la meilleure présentation de matériel étranger pour Lone Wolf and Cub (avec Gōseki Kojima)
- 2004 :
  -  Temple de la renommée Will Eisner
  - Prix Diamond Gem Award pour Kubikiri Asa (avec Gōseki Kojima)
  -  Prix Haxtur de la meilleure histoire courte pour Lone Wolf and Cub no 4 (avec Gōseki Kojima)
- 2006 :
  -  Prix Haxtur de la meilleure histoire longue pour Kubikiri Asa no 5 (avec Gōseki Kojima)
  -  Prix Inkpot
- 2008 :  prix spécial du jury de la Japan Expo.